# 高松港旅客ターミナルビル

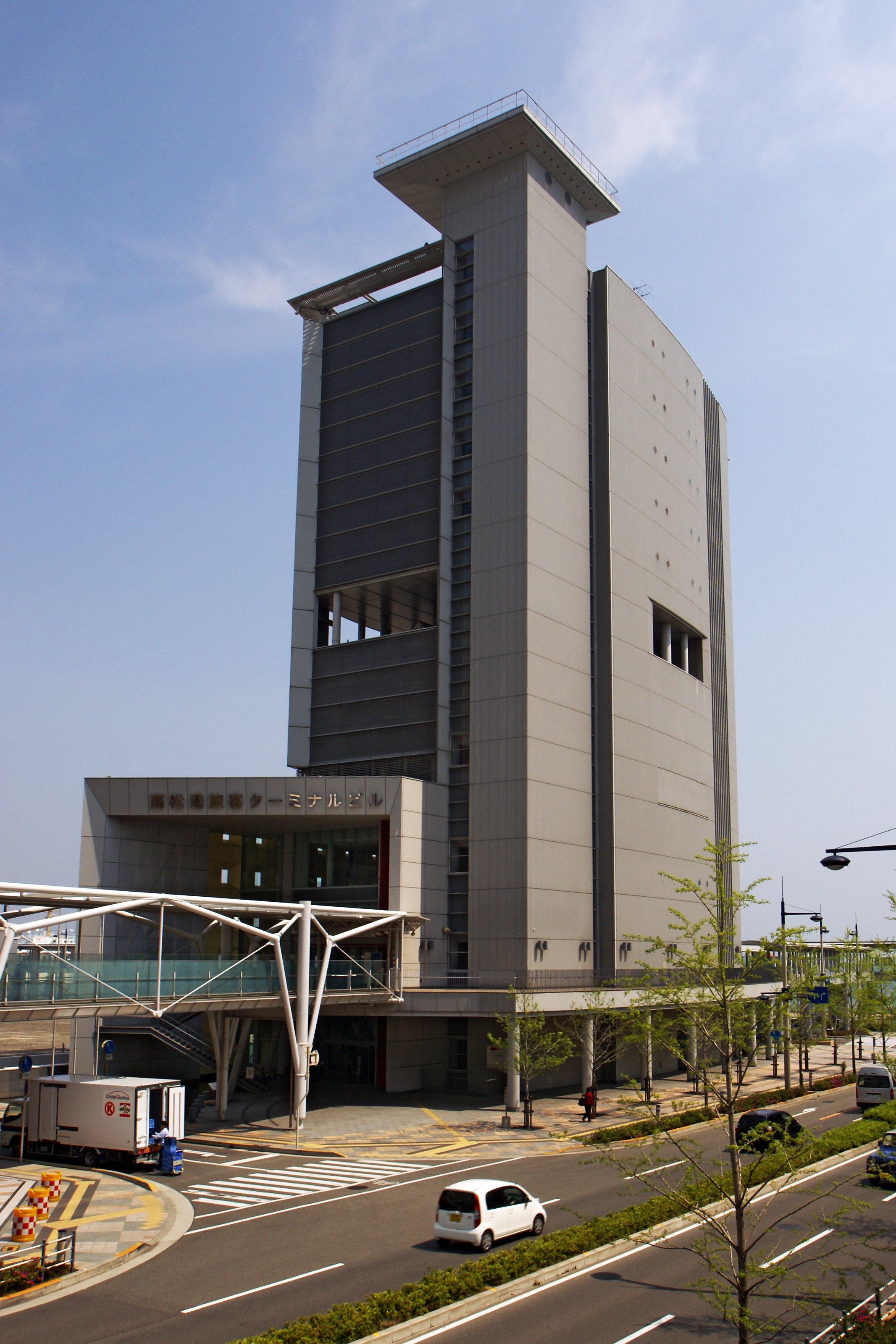
高松駅側

高松港旅客ターミナルビル（たかまつこうりょかくターミナルビル）は、香川県高松市サンポートに所在する複合ビルである。

## 概要
サンポート高松の中核施設として2001年（平成13年）5月13日に開業した。高松港フェリー埠頭直ぐ南のウォーターフロントに位置し、高松シンボルタワーおよび高松コリドーとペデストリアンデッキで結ばれている。
施設の核である旅客ターミナルのほか、オフィスや商業施設が入居しており地域熱供給基地の設備も有している。
もともと1階は高速艇やフェリーの切符売り場にする予定だったがフェリー会社から遠いなどの批判が出たため現在のフェリー切符売り場と高速艇切符売り場に別れる事になった。
高松市における住居表示の住居番号はこのビルが基点になっており、市内の全ての街区ではこのビルに最も近い部分を1号とし、そこから時計回りに住居番号を起番している。高松市の住居表示は高松駅の埠頭を基点として1964年（昭和39年）に整備が始まったが、1997年（平成9年）12月に旧高松駅（三代目）はサンポート高松再開発のため使用を終了し解体された。その後高松駅の旧埠頭の部分にこのビルが建てられたため、基点の位置が残った形となった。

## 建築概要
- 建築主 - 香川県、四国電力
- 設計 - 日建設計
- 竣工 - 2001年（平成13年）3月
- 構造 - RC造およびS造
- 最高部 - 57.10m
- 規模 - 地下2階、地上8階、塔屋1階
- 敷地面積 - 2,368.17m2
- 建築面積 - 1,181.84m2
- 延床面積 - 8,396.27m2
- 所在地 - 〒760-0019 香川県高松市サンポート1番1号

## 交通アクセス
- JR四国 高松駅下車 徒歩約5分。
- 高松琴平電気鉄道 高松築港駅 徒歩約8分。

## 周辺
- 高松駅前バスターミナル
- JRホテルクレメント高松
- 高松シンボルタワー
  - マリタイムプラザ高松
- せとシーパレット